# Нароши (Щучинский район)
Нароши (бел. Нарашы́) — деревня в Щучинском районе Гродненской области Белоруссии. В составе Остринского сельсовета.

## География
Расположена на автодороге Щучин — деревня Бершты. В 30 км на северо-запад от г. Щучин, 58 км от Гродно, 37 км от железнодорожной станции Рожанка.
Ближайшие населённые пункты Роганичи, Филевичи, Филиповцы и др.

### Гидрография
Пруд Остринский.

## Этимология
От имени Narašas (с образованием -aš-) литовская фамилия Naraševičius.

## История
В 1886 году — село, дворов 11, жителей 117, волостное правление (уездный город в 63 верстах), церковь православная, питейный дом.
В 1905 году в Дубичской волости Лидского уезда Виленской губернии.
В 1940—1974 годах центр Нарошского сельсовета.

## Население

### Численность
- 2019 год — 31 жителей

### Динамика
- 1905 год — 170 жителей (75 муж., 95 жен.)[2]
- 1999 год — 121 (или 129) жителей, 62 дворов (перепись населения)
- 2009 год — 111 жителей (перепись населения)[2]
- 2019 год — 31 жителей (перепись населения)

## Инфраструктура
Отделение связи

## Культура
- Дом культуры
- Библиотека

## Достопримечательность
- Свято-Николаевская церковь (1860)